# Commanderie du Fouilloux
La commanderie du Fouilloux est une commanderie hospitalière anciennement templière située sur la commune de La Chapelle, en Charente, au nord d'Angoulême. Seuls des vestiges de sa chapelle et de ses bâtiments subsistent de nos jours.

## Historique
Une commanderie templière a existé au village du Fouilloux, église dont on retrouve encore des vestiges.
Elle est citée pour la première fois en 1171,,. D'après les colonnes enrichissant le chevet, la chapelle aurait été construite seulement à la fin du XIIe siècle.
Le Fouilloux était situé près d'une variante nord-sud de la via Turonensis, itinéraire du pèlerinage de Saint-Jacques-de-Compostelle qui franchissait la Charente à La Chapelle, chemin principalement utilisé aux XIIe et XIIIe siècles. Il passait par Tusson, Marcillac-Lanville, Saint-Amant-de-Boixe, Angoulême, et Aubeterre. La commanderie devait avoir à sa charge l'entretien de cette route, du pont et de moulins, en plus de la protection des pèlerins.
La commanderie a aussi fondé l'église de Coulonges, et est entrée en conflit avec l'abbaye de Saint-Amant-de-Boixe au sujet de la dîme, différend réglé en 1171 par l'évêque d'Angoulême et le grand prieur d'Aquitaine.
À la dissolution de l'ordre du Temple, la commanderie passa comme de nombreuses autres dans la région aux Hospitaliers et fut rattachée à celle de Beauvais-sur-Matha en Saintonge, qui avait aussi appartenu aux Templiers avant le concile de Vienne.
En 1373, une enquête pontificale mentionne brièvement que le Fouilloux était inhabitable en raison des guerres franco-anglaises et qu'aucun revenu n'y avait été perçu depuis deux ans.
Dès le XVIe siècle, le commandeur ne venait plus et le domaine était géré par un fermier. L'un d'entre eux jugeant les bâtiments inhabitables les fit recouvrir ainsi que la chapelle,. En 1578, un document fait état des dégâts subis pendant les guerres de Religion. Le fermier, qui tenait aussi la maison de Boixe, a dû effectuer plus de réparations au Fouilloux que dans cette dernière, ce pour un total de 4 000 à 5 000 livres.
En 1615, la maison de Boixe dépendait de celle du Fouilloux, elle-même dépendant de Beauvais-sur-Matha.
En 1645, le compte-rendu d'une visite mentionne que le logis noble, le colombier, les granges et le four banal sont délabrés.
En 1655, la chapelle et le logis furent cependant restaurés par le prieur d'Aquitaine Pierre Fouquerant de La Noue, commandeur de Beauvais, qui avait aussi sous sa responsabilité le temple de Boixe.
Il semble qu'à la fin du XVIIe siècle ou au début du XVIIIe siècle, la commanderie du Fouilloux fut détachée de celle de Beauvais-sur-Matha et avait pour membre la maison de Boixe. En 1742, l'ordre de Saint-Jean de Jérusalem avait toujours droit de haute justice, exercée par les mêmes officiers au Fouilloux et au temple de Boixe. La messe était célébrée à Beauvais-sur-Matha.
Après la Révolution, le domaine fut vendu comme bien national et il est actuellement partagé en trois propriétés. Au début du XXe siècle, la chapelle servait d'écurie et de grenier à foin.

## Description

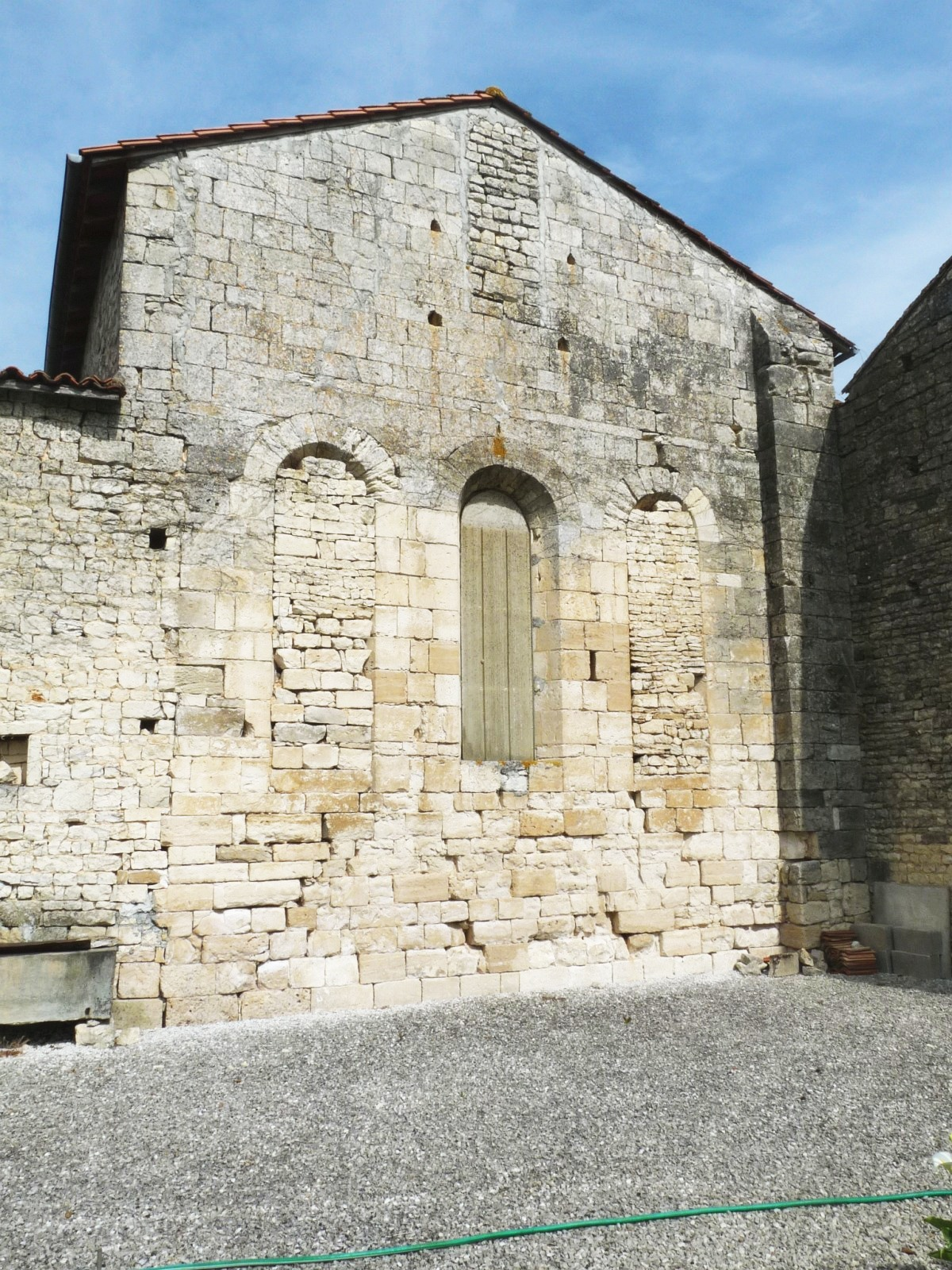
Triplet templier de l'ancienne chapelle

Il reste des vestiges, dont la chapelle, et Martin-Buchey a remarqué au début du XXe siècle une vaste cave voûtée en ogives, dans un des coins de laquelle on remarque une excavation creusée de mains d'homme. Cette cave était aussi signalée en 1615 comme faisant partie du logis.
De la chapelle à trois travées subsistent de nos jours les murs nord et le chevet, inclus dans une maison d'habitation, et dont on peut voir deux baies murées du classique triplet templier.
Le cimetière s'étendait au nord de la chapelle. Des vases funéraires y ont été retrouvés.

## Commandeurs templiers
- En 1207 : frère Aimery Lambert, était également commandeur des maisons du commanderie de Boixe et d'Angoulême[4], appelé cultor[5]